# Баркос, Ушуэ
Мирен Ушуэ Баркос Берруэсо (баск. Miren Uxue Barkos Berruezo; род. 5 июля 1964, Памплона, Наварра) — журналистка и политик-прогрессивист из Наварры. С июля 2015 года по август 2019 года — председатель правительства Наварры.

## Биография
Родилась 5 июля 1964 года в Памплоне, Наварра. После учебы в школе Сан-Фермин она окончила факультет журналистики в Университете Наварры. Работала на испанском общественном радио и телевидении, а также в газете Navarra Hoy . Она начала работать в ETB в 1990 году. После работы в Памплоне и Юрре она была корреспондентом в Мадриде.
В 2004 выиграла выборы в Конгресс депутатов Испании, в 2008 переизбрана.
В 2015 году избрана депутатом и председателем правительства Наварры.